# Happy Feet 2 (jeu vidéo)
Happy Feet 2 (Happy Feet Two: The Videogame) est un jeu vidéo d'action-aventure et de rythme développé par KMM Games et édité par Warner Bros. Interactive Entertainment, sorti en 2011 sur Wii, PlayStation 3, Xbox 360, Nintendo DS et Nintendo 3DS.
Il s'agit de l'adaptation du film du même nom.

## Accueil
- Jeuxvideo.com : 12/20 (PS3/X360)[1] - 12/20 (Wii)[2] - 10/20 (3DS/DS)[3]